# Portada/article febrer 13

## Guerra Civil espanyola
La Guerra Civil espanyola (17 de juliol de 1936 – 1 d'abril de 1939) va ser un conflicte bèl·lic que va enfrontar el govern de la Segona República Espanyola, que tenia el suport de les organitzacions d'esquerres, contra una part de l'exèrcit i de les organitzacions de dretes. Va ser un fet històric decisiu de l'Espanya del segle XX ja que el cop d'estat i la posterior guerra civil van representar la culminació de totes les contradiccions socials, polítiques i ideològiques que s'havien generat a la societat en el curs dels decennis anteriors.